# ولادیمیر ایفیمکین
ولادیمیر ایفیمکین (روسی: Владимир Александрович Ефимкин؛ زادهٔ ۲ دسامبر ۱۹۸۱) دوچرخه‌سوار اهل روسیه است.